# Freddie Mercury
Freddie Mercury (nascido Farrokh Bulsara; Cidade de Pedra, 5 de setembro de 1946 – Londres, 24 de novembro de 1991) foi um cantor, pianista e compositor britânico, conhecido pelo seu trabalho com a banda britânica de rock Queen, que integrou como vocalista de 1970 até o ano de sua morte, 1991. É considerado como um dos melhores cantores de todos os tempos.
Freddie tornou-se conhecido pelo seu poderoso tom de voz e pelos seus desempenhos enérgicos que envolviam uma interação com a plateia, tendo sido também considerado como um dos maiores artistas de todos os tempos.
Como compositor, Mercury criou a maioria dos grandes sucessos do Queen, como "We Are the Champions", "Love of My Life", "Killer Queen", "Crazy Little Thing Called Love", "Bohemian Rhapsody", "Somebody to Love" e "Don't Stop Me Now". Além do seu trabalho na banda, Mercury também lançou vários projetos paralelos, incluindo um álbum solo, Mr. Bad Guy, em 1985, e um disco de ópera ao lado da soprano espanhola Montserrat Caballé, Barcelona, em 1988. Mercury morreu de broncopneumonia, acarretada pela AIDS, em 1991, um dia depois de ter assumido a doença publicamente.
Seu trabalho com o Queen ainda lhe gera reconhecimento até os dias de hoje: Mercury é citado como principal influência de muitos outros cantores e bandas. Em 2006, ele foi nomeado a maior celebridade africana de todos os tempos e também eleito o maior líder de banda da história numa votação pública organizada pela MTV americana. Em 2008, ele ficou na décima oitava posição na lista dos "100 Maiores Cantores de Todos os Tempos" da revista Rolling Stone, e no ano seguinte a Classic Rock o nomeou o maior vocalista de rock and roll. Com o Queen, Mercury já vendeu mais de 150 milhões de discos em todo o mundo.

## Biografia

### Infância e adolescência

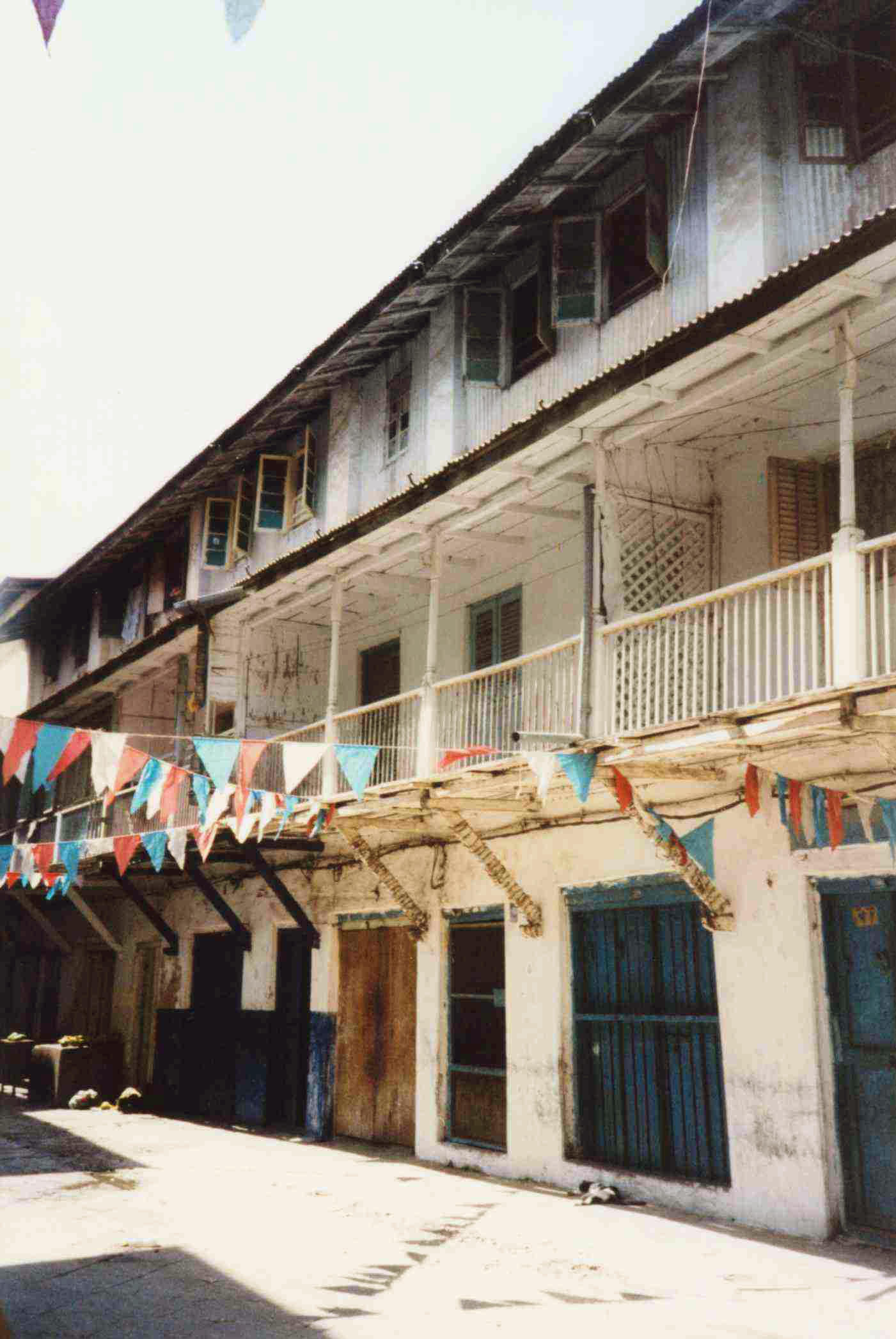
A casa em Zanzibar, onde Mercury viveu seus primeiros anos

Freddie Mercury, de seu verdadeiro nome Farrokh Bulsara, nasceu na colônia britânica Cidade de Pedra, em Zanzibar (hoje parte da Tanzânia), primeiro filho de Bomi e Jer Bulsara, parsis zoroastrianos de Guzerate, na Índia. A família Bulsara se mudou da Índia para Zanzibar para que Bomi pudesse manter seu emprego no Banco Colonial Inglês, e lá o casal também teve sua segunda filha, Kashmira.
Em 1954, aos oito anos, o garoto foi enviado para estudar na St. Peter Boarding School, uma escola para meninos na cidade indiana de Bombaim, tendo feito todo o trajeto sozinho a bordo de um navio. Nessa época, já grande apreciador de música, ele começou a ter aulas de piano, muito influenciado pela cantora local Lata Mangeshkar. Aos doze anos, montou uma banda chamada The Hectics, com quem ele se apresentava em eventos escolares cantando sucessos de artistas como Cliff Richard e Little Richard, e foi nessa época que ele passou a ser chamado de "Freddie" pelos amigos. Apesar de ser apreciado pelos mais velhos devido a seu carisma e talento musical, o garoto sofria muito bullying por parte das outras crianças de sua idade devido a sua personalidade afeminada, o que o levou a se tornar uma pessoa introspectiva e muito tímida quando perto de estranhos. Quando mais velho, Freddie passou a morar na casa de sua avó, mas continuou frequentando o mesmo colégio até o fim do curso, voltando para a casa de seus pais em seguida.
Quando Freddie tinha dezessete anos, a família Bulsara, assustada com a Revolução Civil de Zanzibar de 1964, mudou-se para a capital inglesa, Londres, onde ele passou a estudar arte na Escola Politécnica Isleworth, posteriormente ganhando seu diploma como designer gráfico através da Ealing Art College. Após sua graduação, Freddie foi trabalhar como vendedor de roupas no famoso Mercado Kensington, ao lado de sua então namorada Mary Austin, e também foi atendente no Aeroporto Heathrow por um breve tempo. Em 1969, Freddie iniciou a banda Ibex, depois nomeada Wreckage, mas que não durou muito tempo, depois integrando o grupo Sour Milk Sea. Em abril de 1970, Freddie se juntou ao guitarrista Brian May e ao baterista Roger Taylor no trio Smile, cujo nome foi alterado para "Queen", e nessa época, Freddie adotou a alcunha "Mercury" como sobrenome artístico, baseado na letra de uma de suas primeiras canções, chamada de My Fairy King.

### Relacionamentos e sexualidade
Mercury era bissexual não assumido, embora seja costumeiramente descrito como totalmente gay. Em dezembro de 1974, quando perguntado diretamente sobre sua sexualidade por um repórter do jornal NME, Mercury respondeu que "houve uma época em que ele era jovem e desprotegido", e que teve sua "cota de humilhações escolares", deixando implícito que ser gay o levou a ser discriminado por seus colegas de escola. Raramente Freddie falava sobre sua vida particular para a imprensa, e sua família e amigos seguiam a mesma linha, mas sua irmã, Kashmira, disse a uma rede de televisão britânica que o cantor jamais falou sobre sua homossexualidade diante da família, mas que todos sabiam, e isso nunca os havia incomodado.

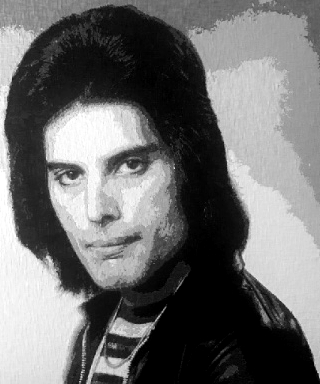
Arte em fita adesiva por Kerry Mott de Mercury na década de 70

No início dos anos 70, Freddie iniciou um relacionamento com a vendedora de roupas Mary Austin, que ele conheceu através de Brian May, que se estendeu durante anos. O envolvimento amoroso deles acabou quando Freddie confessou sua natureza homossexual para ela, mas os dois mantiveram uma grande amizade por toda a vida, com Freddie dedicando a famosa canção "Love of my Life" em sua homenagem, e também sendo padrinho de seu primeiro filho. Em seu testamento, Freddie deixou para ela sua mansão em Londres, assim como a detenção de todos os direitos autorais de sua discografia, o que continua a render a Mary milhões de libras todos os anos. A moça ainda vive com sua família na casa de Freddie. No fim dos anos 70, o cantor também teve um relacionamento sério com um executivo da Elektra Records, que durou cerca de um ano. Pouco tempo depois, o cantor se envolveu com a atriz austríaca Barbara Valentin, que inclusive foi uma das figurantes no videoclipe da canção "It's a Hard Life", e em 1985 iniciou outro sério romance com o cabeleireiro Jim Hutton, com quem Freddie viveu até o fim de sua vida; Hutton não deixou Mercury durante sua doença e estava ao lado dele na cama quando o cantor morreu. Jim morreu vítima de câncer em 2010.
| “                           | Muitos dos meus amantes me perguntam por que eles não podem substituir Mary, mas é simplesmente impossível. Mary é minha única amiga, e eu não quero mais ninguém. Para mim, é como um casamento. Nós acreditamos um no outro, e é o suficiente para mim. | ” |
| — Mercury sobre Mary Austin | |   |

### Doença e morte
Em outubro de 1986, a imprensa britânica começou a noticiar que Mercury havia sido diagnosticado como portador do vírus HIV por uma clínica da rua Harley. Uma repórter do The Sun perguntou ao cantor a respeito do assunto quando ele desembarcou em um aeroporto voltando de uma viagem ao Japão, e ele negou o boato. De acordo com o parceiro de Freddie, Jim Hutton, o cantor foi diagnosticado soropositivo em abril de 1987, mas decidiu negar todos os boatos sempre que questionado. No entanto, a saúde física de Freddie se deteriorou rapidamente, e ele começou a aparecer em público cada vez mais magro e pálido, o que levou a imprensa a publicar centenas de artigos especulando sobre o assunto. Nessa época, o Queen havia se aposentado dos palcos devido à condição do vocalista, e em 18 de fevereiro de 1990, quando o Queen foi homenageado no Brit Awards, em Londres, recebendo uma condecoração por sua "Contribuição a Música Britânica", Freddie compareceu ao lado da banda, mas não falou praticamente nada (Brian fez o discurso), exceto um "obrigado, boa noite", o que apenas alimentou os rumores. Naquela altura, para o grande público, já era uma certeza que o cantor era, de fato, soropositivo, e o Brit Awards foi sua última aparição pública.
Em 1991, totalmente recluso, Freddie era vítima constante do assédio de repórteres, que cercavam sua casa e não iam embora durante dias para conseguir uma foto sua, que estava com uma horrível aparência devido a sua doença. Uma foto do rosto de Freddie, magro e com manchas negras, estampou uma edição do The Sun na matéria "É Oficial: Freddie Está Gravemente Doente", que foi a edição de jornal mais vendida no ano no Reino Unido. Apesar de não poder se apresentar ao vivo, Freddie continuou a trabalhar com a banda até o fim. Depois de descobrir sua doença, o cantor lançou um disco de ópera e também lançou mais dois álbuns com a banda, e continuou a gravar videoclipes com o grupo. O vídeo de "These Are the Days of Our Lives", gravado em maio de 1991, foi o último trabalho de Freddie em frente às câmeras. Para esconder as horríveis manchas que tinha na pele, ele teve de passar horas se maquiando, e o vídeo teve de ser lançado em preto e branco para esconder sua aparência.
Em junho de 1991, Freddie continuou a gravar vocais para novas músicas do Queen para que a banda as terminasse depois, pois ele sabia que não sobreviveria por muito tempo, mas um certo dia teve de irremediavelmente abandonar os estúdios por não ter mais forças nem para se manter em pé. Essas canções foram posteriormente lançadas no álbum póstumo Made in Heaven, em 1995.

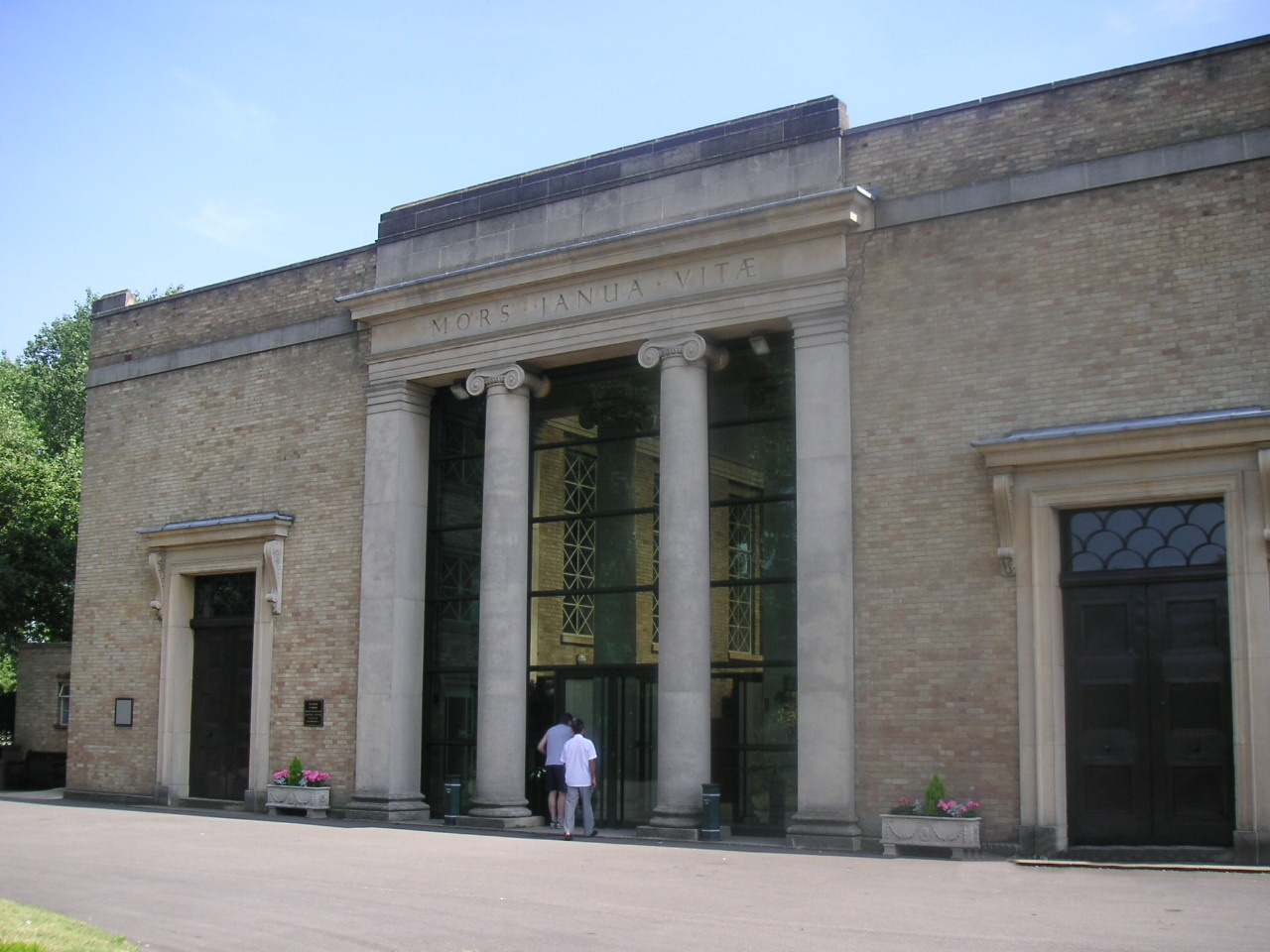
O Cemitério de Kensal Green, onde o corpo de Freddie Mercury foi cremado

Em seus últimos dias, Freddie perdeu a visão e não conseguia sair da cama, por isso decidiu parar de tomar sua medicação em 10 de novembro de 1991, e passou a esperar pela morte. Em 22 de novembro, Freddie chamou o empresário do Queen, Jim Beach, e pediu que ele fizesse um comunicado à imprensa para divulgar sua doença, que foi lançado no dia seguinte. Cerca de vinte e quatro horas após o comunicado ser feito, durante a noite, Mercury morreu de broncopneumonia, acarretada pela AIDS. Seu funeral ocorreu em Londres três dias depois, assistido por trinta e cinco pessoas, incluindo a família de Freddie, os membros e o empresário do Queen, Mary Austin, Jim Hutton e poucas outras pessoas. O corpo do cantor foi cremado no Cemitério de Kensal Green, e suas cinzas foram entregues a Mary Austin, e apenas ela, Jim Hutton, a família do cantor e os membros do Queen sabem onde as cinzas foram depositadas, e nunca revelaram seu paradeiro.
| “ | Seguindo a enorme comoção da mídia nas últimas duas semanas, eu gostaria de confirmar que fui testado como soropositivo e tenho AIDS. Eu senti que era melhor manter isso privado até agora para proteger a mim e aqueles ao meu redor. No entanto chegou a hora de meus amigos e meus fãs saberem a verdade, e espero que todos se juntem a mim e aos meus médicos na luta contra essa terrível doença. Minha privacidade sempre foi importante para mim e sou famoso por minha falta de entrevistas, por favor, entendam que essa política continuará. Parte do comunicado de Freddie Mercury assumindo ser soropositivo. | ” |

Posteriormente Peter Freestone, assistente e amigo próximo de Freddie, revelou que a decisão do cantor de revelar sua doença permitiu que ele "partisse em paz", sem ter segredos a esconder sobre sua condição.
Freddie Mercury e a família eram seguidores da religião zoroastriana e, de acordo com as suas crenças, a maior parte dos seus bens foram queimados após a sua morte, exceto a sua coleção de selos que está atualmente no Museu Postal em Londres. Uma das razões pelas quais pensamos que a coleção não foi destruída foi porque os selos tinham vindo originalmente do seu pai. Os selos não foram recolhidos na forma típica: o cantor encomendava os selos com base nas suas cores e padrões.

## Carreira musical

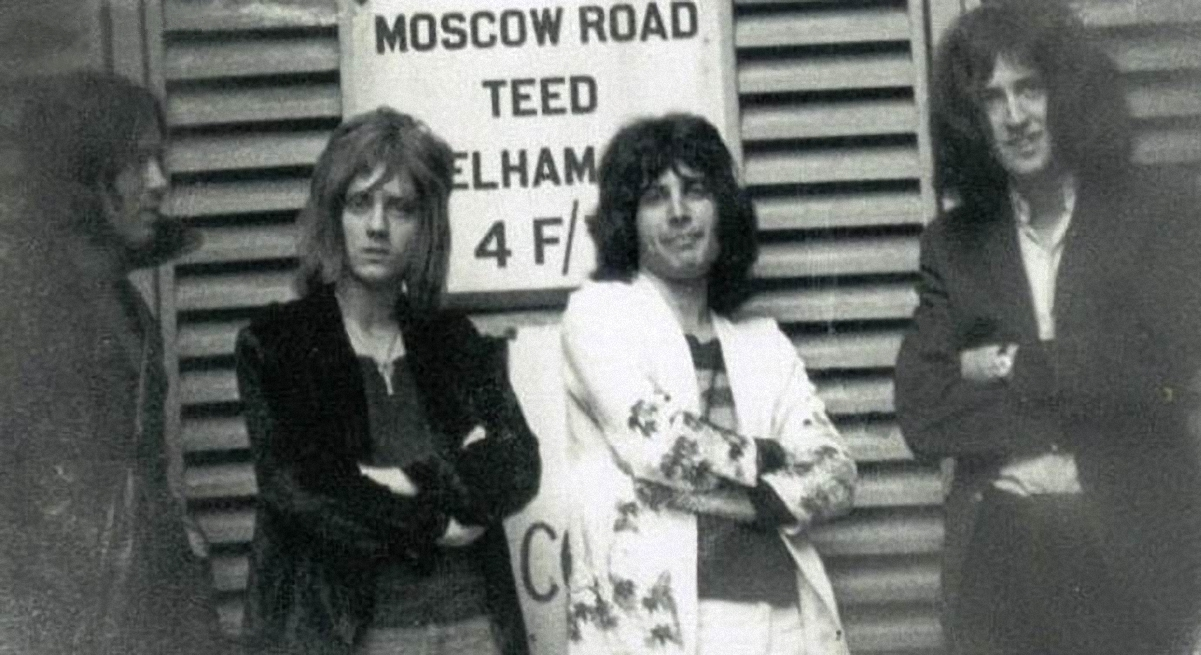
Mercury (o terceiro da esquerda para a direita) ao lado de Mike Grose, Roger Taylor e Brian May, respectivamente, na primeira formação do Queen (1970).

Mercury se tornou mundialmente famoso como vocalista da banda de hard rock Queen, que ele formou ao lado do guitarrista Brian May e do baterista Roger Taylor em 1971 sob o nome Smile, com o nome "Queen" sendo adotado logo depois do recrutamento do baixista John Deacon. Os primeiros álbuns da banda, Queen e Queen II tiveram uma recepção mais limitada ao Reino Unido, e o grupo conseguiu certa projeção mundial com o disco Sheer Heart Attack, com a conhecida canção "Killer Queen", mas foi em 1975 que a banda atingiu o estrelato com o álbum A Night at the Opera, com sucessos como "Love of My Life" e "You're My Best Friend", mas principalmente com a canção "Bohemian Rhapsody", um grande clássico na qual Mercury fundiu o rock and roll com a ópera e criou aquela que é, até hoje, considerada uma das maiores gravações musicais da história. O Queen seguiu lançando discos muito bem vendidos e realizando grandes turnês mundiais. Em 1976, foi lançado o álbum A Day at the Races, com as canções mais famosas "Somebody to Love" e "Tie Your Mother Down". E em 1977 saiu News of the World, que trouxe os dois maiores hinos do grupo, "We Will Rock You" e "We Are the Champions". O álbum seguinte, Jazz, não foi um fracasso, mas falhou em conseguir a mesma aceitação de seus antecessores, apesar de que com The Game o Queen voltou a ser elogiado, trazendo canções como "Crazy Little Thing Called Love" e "Another One Bites the Dust", uma canção ao estilo de funk rock que foi um grande sucesso e esteve no topo da Billboard Hot 100 por várias semanas. Na turnê de The Game, o Queen tornou-se a primeira grande banda europeia a se apresentar na América do Sul, com cinco datas na Argentina e duas no Estádio do Morumbi, na cidade brasileira de São Paulo, atraindo uma audiência combinada de quase trezentas mil pessoas.

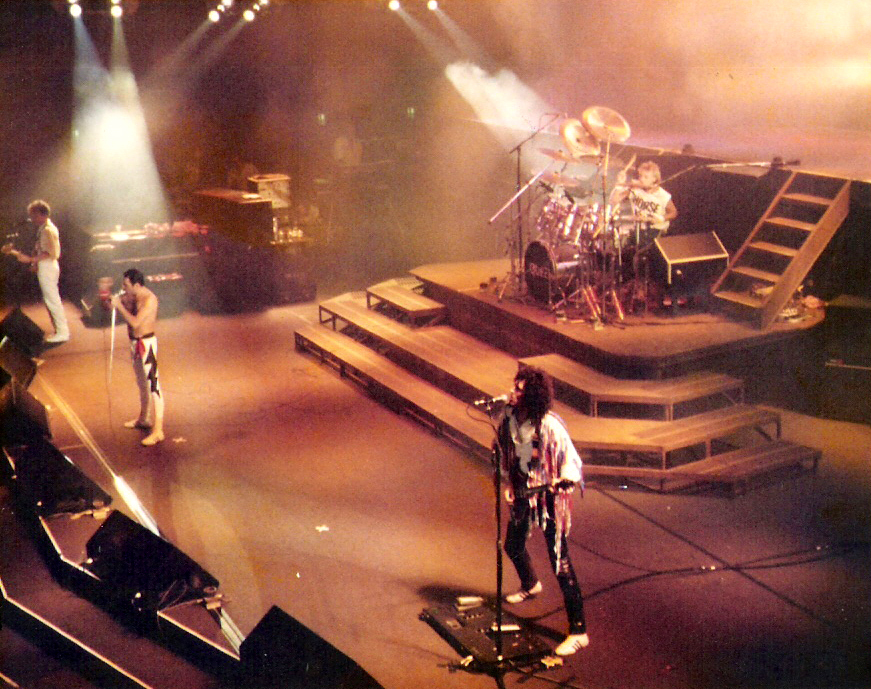
Freddie Mercury ao vivo com o Queen em 1984

Em 1982, empolgado com a boa recepção de "Another One Bites the Dust", Freddie decidiu que queria gravar um álbum inteiro nesse estilo, uma ideia que desagradou profundamente os outros três membros do grupo, mas que acabaram cedendo, produzindo canções de funk rock, new wave e outros estilos diferenciados. O álbum em questão, Hot Space, se tornou o único grande fiasco do grupo, desagradando profundamente os fãs e recebendo uma péssima avaliação da crítica, sendo, até hoje, considerado uma dos piores álbuns já lançado por uma banda.[carece de fontes?] O fracasso do disco causou muitos problemas no grupo, que se separou momentaneamente, reunindo-se mais tarde para gravar um novo disco, voltando ao seu estilo habitual. O álbum The Works permitiu que a banda recuperasse sua popularidade, trazendo grandes sucessos como "I Want to Break Free", "Radio Ga Ga" e "Hammer to Fall". Na turnê do disco, a banda voltou ao Brasil como atração principal da primeira edição do festival Rock in Rio, na cidade do Rio de Janeiro em 1985, se apresentando em duas noites para uma audiência combinada de cerca de 600 mil pessoas. O comportamento de Freddie Mercury foi criticado nos bastidores. Freddie não quis interagir com os artistas brasileiros e quebrou o camarim após o show. Mais tarde naquele ano, a banda realizou uma de suas mais famosas apresentações, como atração principal do festival beneficente britânico Live Aid, no Estádio de Wembley, com um público pagante de aproximadamente 74 mil pessoas no estádio e 1,9 bilhão de espectadores nas televisões de 72 países espalhados pelo mundo, e é, até hoje, considerada pela crítica a maior apresentação de um grupo de rock já feita. Nesse mesmo ano, Freddie lançou seu álbum solo, Mr. Bad Guy, que teve vendas modestas, mas gerou alguns sucessos como "Living on My Own" e "I Was Born to Love You".
Em 1986, com sua popularidade altamente renovada, o Queen lançou o disco A Kind of Magic, que foi um grande sucesso, e realizou uma turnê de estádios pela Europa, com uma produção e recepção nunca vista antes, com dois concertos no Estádio de Wembley que foram gravados e lançados em vários formatos posteriormente. Em 1987, Freddie descobriu ser portador do vírus da AIDS, e sua saúde física se deteriorou rapidamente, por isso o Queen se aposentou dos palcos, sendo que o concerto final da Magic Tour, em Knebworth, no dia 9 de agosto de 1986, foi o último momento de Freddie no palco. Trabalhando apenas no estúdio, o grupo lançou The Miracle em 1989, e no ano anterior, Freddie voltou a inovar sua carreira ao lançar o disco Barcelona, um projeto de música clássica ao lado da soprano espanhola Montserrat Caballé. Em 1991, o Queen lançou o álbum Innuendo, que foi um grande sucesso comercial, e mesmo estando com sua saúde extremamente debilitada, Freddie continuou a trabalhar exaustivamente, tanto que, após menos de um mês, ele já estava em estúdio gravando vocais para um disco novo do grupo. O cantor, que morreu nesse mesmo ano, já sabia que não sobreviveria por muito tempo, por isso gravou todos os vocais antecipadamente para que a banda concluísse o trabalho mais tarde.
Em 1992, os três integrantes remanescentes do Queen organizaram um grande concerto em homenagem a Freddie, o The Freddie Mercury Tribute Concert, no Estádio de Wembley, que teve a participação de muitas das maiores bandas da história, como Led Zeppelin, Guns N' Roses, Metallica, U2, e muitas outras. O álbum gravado com os vocais que Freddie deixou prontos, Made in Heaven (que contém a última música do cantor com a banda, Mother Love) foi finalizado e lançado em 1995. Além disso, em 1997 foi lançado um single em sua homenagem, No-One But You, que também foi o último a contar com a participação de John Deacon. Esse seria o último single até os lançamentos de Let Me In Your Heart Again (lançado em conjunto com o álbum Queen Forever), em 2014, e Face It Alone (trabalhado nas sessões de The Miracle, e lançado para coincidir com o lançamento da edição de colecionador do álbum), em 2022. Hoje em dia, estima-se que o Queen já tenha vendido mais de cento e cinquenta milhões de discos ao redor do mundo.

## Descrição artística

### Estilo vocal e instrumentos

O registro vocal de Freddie Mercury

Apesar de que no dia a dia a voz de Mercury soava em um tom barítono, quando estava cantando, seus vocais atingiam uma escala de tenor, normalmente variando de Baixo F (F2) para Alto F (F6), quase atingindo a escala soprano, que é feminina. David Bret, um conceituado crítico, descreveu a voz do cantor como "[...] indo de um típico grunhido gutural de rock para um vibrante som tenor, logo atingindo um tom alto, perfeito e cristalino no ápice". A soprano Montserrat Caballé, com quem Freddie gravou um álbum, declarou que a diferença entre ele e outros cantores é que ele estava realmente "vendendo a voz". A soprano completou dizendo que "[...] sua técnica era impressionante. Sem problemas de sincronia, ele cantava com um grande senso de ritmo, capaz de mudar facilmente de uma escala para outra. Sua pronuncia era sutil, doce e também poderosa, ele era capaz de encontrar o tom certo para cada palavra".
Além de cantar, Freddie também tinha uma grande versatilidade artística, sendo capaz de tocar vários instrumentos, sendo também o pianista do Queen. O cantor começou a ter aulas de piano aos nove anos na Índia, e depois de se mudar para Londres, foi treinado na guitarra e no violão, tendo tocado esses instrumentos em várias canções do Queen, e apesar de também ter grande habilidade para tocar teclado, o cantor não gostava desse instrumento, por isso, alguém de fora do Queen sempre era convidado para tocá-lo nos discos do grupo, como Fred Mandel e Mike Moran. Nos concertos do Queen, Freddie executava ao vivo todas as partes de piano, e após 1980, quando foi lançada a canção "Crazy Little Thing Called Love", Freddie passou a executá-la ao vivo tocando violão, e depois tocando guitarra ao lado de Brian May. Apesar de sempre ter tido uma mente aberta com relação a novas tecnologias, e ter aprovado o uso de sintetizadores em vários discos do Queen, Freddie costumava ter aversão a pianos elétricos por achar o som deles artificial, tanto que em 1975, o cantor se recusou a tocar um piano Wurlitzer na canção "You're My Best Friend", de John Deacon, levando o próprio John a ter que gravá-lo.

### Influências e composições

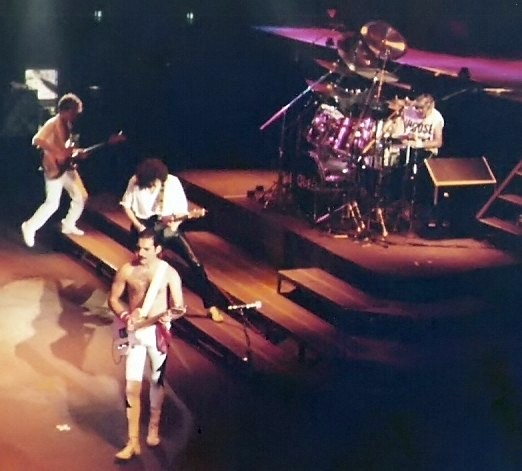
Freddie Mercury tocando guitarra em um concerto do Queen, em 1984

No Queen, Mercury era o principal compositor ao lado de Brian May, com Roger Taylor e John Deacon tendo um papel geralmente menor. Freddie criou a maioria dos grandes sucessos do Queen, como "We Are the Champions", "Bohemian Rhapsody", "Love of my Life", "Don't Stop Me Now", "Killer Queen", "Crazy Little Thing Called Love", e muitas outras. Com o passar dos anos, as composições de Freddie para o Queen passaram por uma grande sucessão de estilos, com uma grande versatilidade artística sendo um dos maiores aspectos do cantor.
Freddie possuía um variado gosto musical e influência de diversos cantores e bandas, o que o levava a estar sempre diversificando suas criações. No início dos anos 70, quando o Queen começou, o Led Zeppelin já era uma banda muito popular e apreciada por Mercury, sendo a principal influência em canções como "Seven Seas of Rhye" e "Killer Queen", canções com um toque de jazz rock característico dos álbuns do Led Zeppelin. Um grande fã de Elvis Presley, Freddie baseou muito de seu estilo e performance no astro, e algumas canções foram criadas ao estilo sessentista de Elvis, como "Crazy Little Thing Called Love" e "Man on the Prowl". No entanto, a tradicional música clássica e o canto gospel, com os quais Freddie teve muito contato enquanto crescia, sempre foram suas principais fundações, com muitos sucessos do Queen trazendo vocais agudos e uma forte presença de piano e coros de fundo, como é o caso de "Somebody to Love", composta como se fosse um hino gospel, e "It's a Hard Life", que abre com uma área da ópera Pagliacci, de Ruggero Leoncavallo. O psicodelismo dos anos 70, popularizado pelo Pink Floyd, também teve grande impacto sobre Freddie, principalmente em canções como "Get Down, Make Love" e "My Melancholy Blues".
Freddie ainda apreciava o funk e o pop rock, o que o levou a criar várias canções nesses estilos, como "Under Pressure" e "Body Language". A mais apreciada composição de Freddie é "Bohemian Rhapsody", uma canção revolucionária e complexa, dividida em várias partes e soando em diversos estilos, desde o hard rock até a ópera, possuindo uma letra trágica e rancorosa, e Freddie nunca explicou seu verdadeiro significado, se referindo a ela como sendo "[...] uma daquelas músicas que possui um sentimento de fantasia. Eu acho que as pessoas deveriam apenas ouvi-la, pensar sobre ela, e então refletir sobre o que ela tenta lhes dizer [...]". Em uma entrevista de 1986, Freddie declarou: "Eu odeio fazer sempre a mesma coisa. Gosto de conhecer as novidades da música, do cinema e do teatro, e então usar tudo isso."

### Performances ao vivo

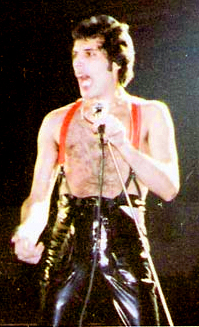
Freddie Mercury cantando com seu tradicional pedestal pela metade, em 1979

Durante sua carreira com o Queen, Mercury realizou mais de setecentos concertos ao redor do mundo em quinze anos em todos os continentes, exceto a Antártica. O Queen foi a primeira banda europeia a fazer turnês na América do Sul, com datas na Argentina, Brasil e Venezuela, e também foi o primeiro grupo a se apresentar na África do Sul, um acontecimento que causou polêmica, pois, naquela época, se apresentar na África do Sul significava, aos olhos da política, que o indivíduo apoiava o apartheid (separatismo racial), acusações que foram recebidas como piada pelo grupo. O Queen se tornou célebre por esses e outros feitos, na época, únicos, como se apresentar para cerca de seiscentas mil pessoas no Rock in Rio de 1985, e também ter realizado um concerto para oitenta mil pessoas na Hungria em 1986. A performance mais célebre de Freddie aconteceu no evento beneficente Live Aid, em 1985, quando setenta e duas mil pessoas no Estádio de Wembley cantaram e bateram palmas juntas sob o comando do cantor, até hoje enaltecido pela crítica devido a esse dia. Mercury possuía várias marcas registradas que lhe deram notoriedade, tanto quanto a sua performance quanto a sua aparência pois, quando ao vivo, Freddie cantava usando um microfone preso à metade de um pedestal, como se fosse seu cetro ("Queen" significa "Rainha"), uma ideia que ele teve antes do grupo, quando seu pedestal quebrou e ele achou que o aparelho era um bom efeito visual. Quando cantava, Freddie fazia movimentos considerados "teatrais", influenciados pelo seu treinamento em ballet, e também, em todos os concertos, Freddie envolvia a plateia em uma sequência conhecida como "chamada e resposta", na qual ele executava algumas notas vocais e, em seguida, a plateia as imitava, permitindo que até as multidões em grandes estádios tomassem parte. Freddie também costumava permitir que o público cantasse partes de várias canções, principalmente a versão acústica de "Love of my Life", e também comandava acenos e palmas sincronizadas em canções como "We Will Rock You" e "Radio Ga Ga". Nos anos 70, Freddie tinha cabelo comprido e usava uma característica roupa quadriculada, mas a partir dos anos 80 passou a exibir um cabelo mais curto e deixou o bigode crescer, o que se tornou outro de seus símbolos. Logo no começo, devido ao bigode, pessoas da plateia costumavam jogar giletes e espuma de barbear no palco, que o cantor agradecia e guardava no bolso.
Até hoje, a crítica considera Mercury como um dos maiores artistas da história devido à sua performance. Um repórter do The Spectator o descreveu como um artista "fora de série, chocante e charmoso com várias versões extravagantes de si mesmo". O popular cantor David Bowie, que já gravou e se apresentou com o Queen, se referiu a Mercury dizendo que "dentre todos os cantores teatrais de rock, ele foi o único a levar tudo a um outro nível [...] era alguém que podia, literalmente, ter a plateia na palma da mão". O guitarrista Brian May declarou que Freddie "conseguia fazer a última pessoa na última fileira do estádio se sentir incluída". Em uma resenha do Live Aid em 2005, um crítico escreveu que "aqueles que listam os maiores vocalistas da história costumam dar a primeira posição para Robert Plant ou Mick Jagger, mas estão terrivelmente errados, [uma vez que,] por sua performance mitológica no Live Aid, Mercury era, sem dúvida, o maior de todos".

## Recepção e legado

### Influência na música
Integrantes de muitas grandes bandas que surgiram antes ou depois do Queen apontam Mercury como grande influência em seu trabalho. Axl Rose, vocalista do Guns N' Roses, baseou muito de sua postura no palco em Mercury, com relação a seus movimentos, o uso do piano e o modo de cantar, por exemplo, e declarou que se não tivesse ouvido as letras de Freddie quando criança, não sabe o que teria sido dele. Kurt Cobain, do Nirvana, escreveu em sua carta de suicídio que admirava e invejava a felicidade que Freddie sentia ao estar no palco, e Robert Plant, do Led Zeppelin, declarou que Mercury era o único cantor que, por trás de sua lenda, realmente era uma lenda. Paul McCartney, certa vez, se referiu a Freddie como "Rei Mercury".
Dave Grohl, do Foo Fighters, declarou que todas as bandas deviam estudar Freddie no Live Aid, quando ele demostrou que era o "maior vocalista de todos". Personalidades da música pop também admiram seu trabalho, como Michael Jackson, que assistiu a vários concertos do Queen em Los Angeles, e apontava Mercury como seu cantor favorito, e Katy Perry o apontou como sua maior influência, declarando que a combinação de sua performance sarcástica e suas letras, combinadas com sua atitude de indiferença, afetaram muito sua música. Lady Gaga criou seu nome artístico baseado na canção "Radio Ga Ga" e descreveu Freddie como sendo um gênio, que conseguia se reinventar constantemente.
Em 2008, Mercury ficou em segundo lugar na lista da MTV das "22 Maiores Vozes da Música", e no ano seguinte também ficou em segundo lugar na lista da rádio Planet Rock das "Maiores Vozes do Rock and Roll", mas foi o campeão na lista dos "Maiores Vocalistas da História" da revista Classic Rock. Em 2011, Freddie ficou em segundo lugar na lista da NME dos "Maiores Cantores da História", também ficou em segundo lugar na lista "100 Melhores Vocalistas da História" pela revista Rolling Stone, e foi eleito o maior cantor de todos tempos pelos leitores da revista Gigwise.

### Tributos e homenagens

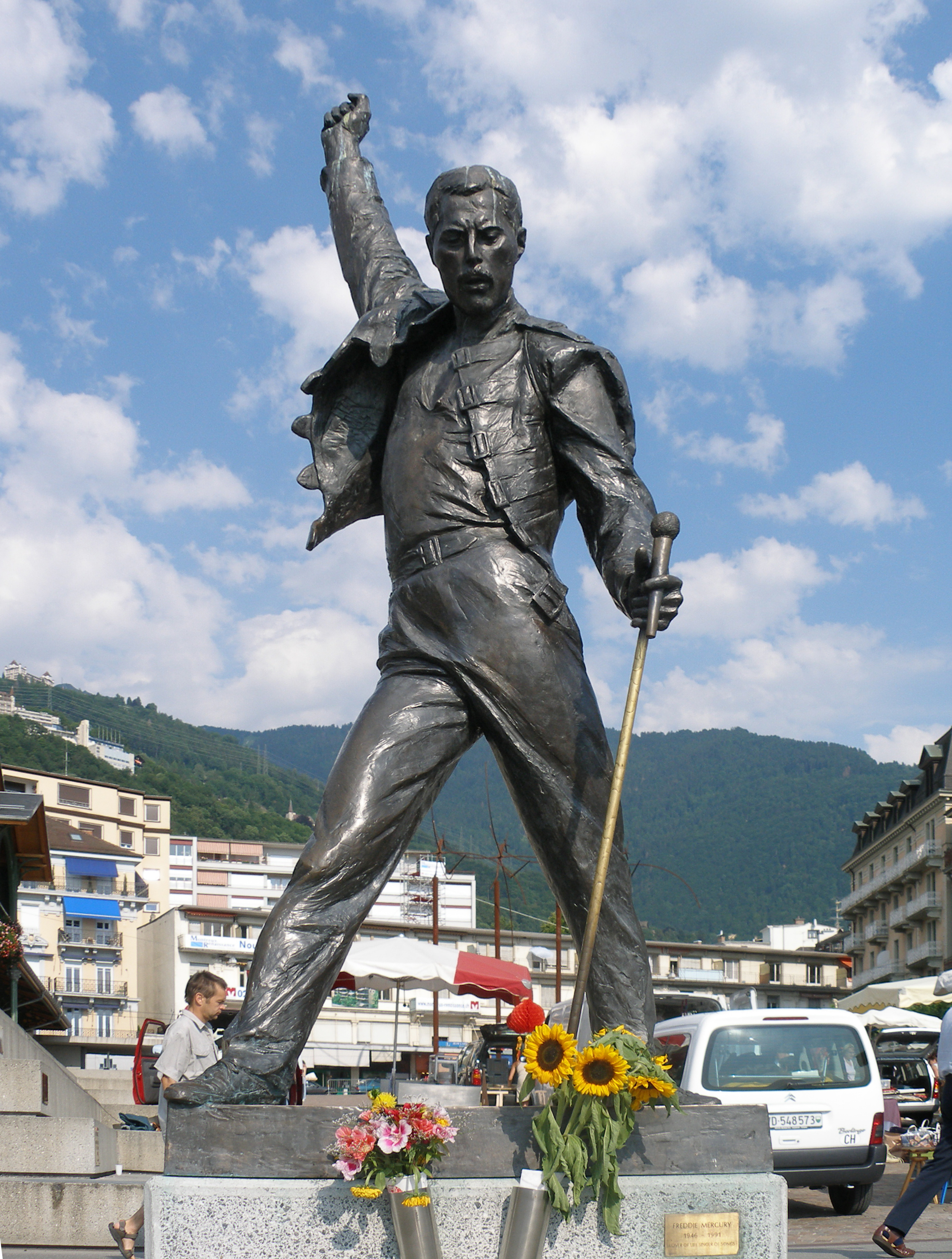
Estátua em homenagem a Freddie Mercury em Montreux, na Suíça

Em 25 de novembro de 1996, foi inaugurada uma estátua em homenagem a Mercury na cidade suíça de Montreux, às margens do Lago Léman, com três metros de altura projetada por Irena Sedlecká. A cerimônia foi assistida por Brian May, Roger Taylor, Montserrat Caballé e o pai de Freddie, assim como por milhares de pessoas. A partir de 2003, fãs de várias partes da Europa começaram a se reunir anualmente em frente à estátua de Montreux para prestar tributo ao cantor, com a banda Bearpark And Esh Colliery apresentando canções do Queen. Em 1999, a Royal Mail imprimiu uma série de selos nacionais com o rosto de Freddie, como sinal de respeito.
Em 2009, uma estrela foi colocada em uma calçada de Londres no local em que a família de Freddie desembarcou na cidade em 1964, em uma cerimônia assistida por Brian May e pela mãe do cantor. A partir de 2009, uma compilação de vídeos em sua homenagem passou a ser exibida toda semana em um telão em frente ao Fremont Street Experience, um dos maiores cassinos de Las Vegas. No mesmo ano, foi inaugurada uma estátua de Mercury em frente ao Teatro Playhouse na cidade escocesa de Edimburgo. Outra grande estátua está localizada em frente ao Teatro Dominion de Londres, onde o musical We Will Rock You, baseado nas canções do Queen, é apresentado.
Em celebração dos sessenta e cinco anos de Mercury, o Google o homenageou com seu logotipo em sua página online de pesquisas, que por algumas semanas mostrava uma animação de Freddie cantando "Don't Stop Me Now". Outro grande tributo foi pago na Cerimônia de encerramento dos Jogos Olímpicos de Verão de 2012, quando foram mostradas em vários telões do Estádio Olímpico de Londres a gravação de Freddie realizando sua "chamada e resposta" com a plateia de Wembley em 1986, e a multidão de espectadores e atletas no local respondeu adequadamente. Em seguida, Brian May e Roger Taylor tocaram "We Will Rock You" com a cantora Jessie J no vocal.
Em 2013, o epíteto genérico da espécie de anfíbio indiana Mercurana myristicapalustris foi nomeado em sua homenagem, por ter passado a maior parte de sua infância no local onde é encontrada, Panchagni, no norte dos Gates Ocidentais. A libélula brasileira da espécie Heteragrion freddiemercuryi, também descoberta em 2013 recebeu, igualmente, seu nome científico em homenagem ao cantor, devido ao fato de seu descobridor ser um grande fã da banda Queen.

### Representações na mídia
Em novembro de 1997, um monodrama baseado na vida de Mercury, o Mercury: The Afterlife and Times of a Rock God, estreou em Nova Iorque, nos Estados Unidos. A peça apresenta "Freddie", interpretado por Khalid Gonçalves, examinando sua vida, em um texto de Charles Messina. Billy Squier abria a peça interpretando a canção acústica "I Have Watched You Fly", que ele escreveu.
Em setembro de 2012, foi lançado em DVD e Blu-ray pela Eagle Rock Entertainment, o documentário Freddie Mercury: The Great Pretender, exibido no mesmo ano pela rede britânica BBC One, e vencedor de um Emmy Internacional de melhor programa artístico.
Freddie foi retratado como um personagem de apoio na série britânica Best Possible Taste: The Kenny Everett Story, exibido em outubro de 2012, interpretado por James Floyd.

#### Bohemian Rhapsody
Em novembro de 2018 foi lançado Bohemian Rhapsody, cinebiografia de Freddie. No Óscar, foi indicado a cinco categorias e venceu quatro delas, incluindo a de Melhor Ator, para Rami Malek.

## Discografia
Com o Queen, Mercury lançou quinze álbuns, incluindo um disco póstumo, e também lançou dois álbuns solo. Os discos estão listados a seguir:

### Com o Queen
- Queen (1973)
- Queen II (1974)
- Sheer Heart Attack (1974)
- A Night at the Opera (1975)
- A Day at the Races (1976)
- News of the World (1977)
- Jazz (1978)
- The Game (1980)
- Flash Gordon (1980)
- Hot Space (1982)
- The Works (1984)
- A Kind of Magic (1986)
- The Miracle (1989)
- Innuendo (1991)
- Made in Heaven (1995)

### Solo
- Mr. Bad Guy (1985)
- Barcelona (1988)